# John Michael Wright

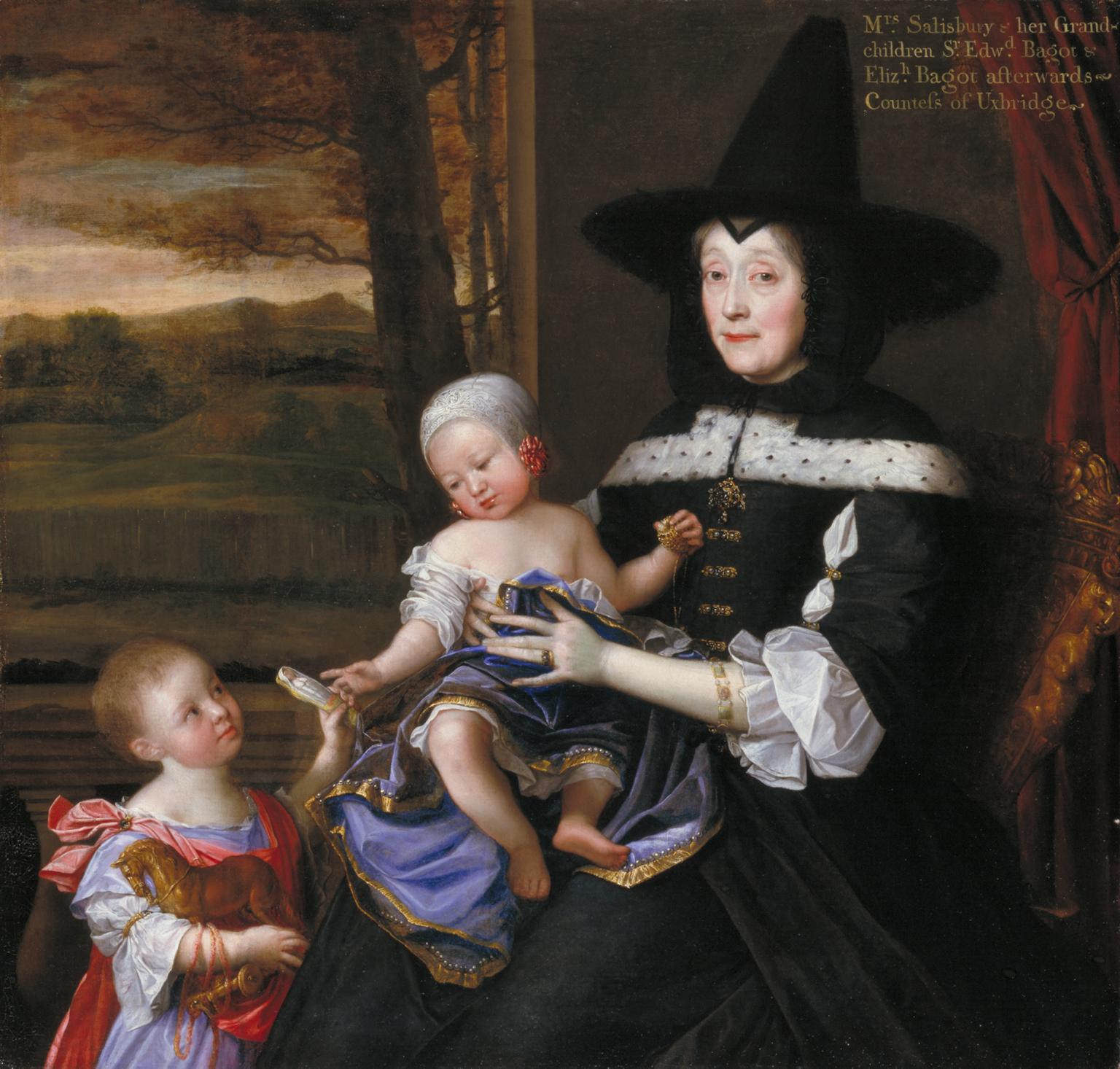
Senhora Salesbury com seus netos Edward e Elizabeth Bagot (c. 1676), Tate Collection

John Michael Wright (maio de 1617 – julho de 1694) foi um pintor de retratos do estilo barroco. Descrito como inglês e escocês, foi treinado em Edimburgo pelo pintor escocês George Jamesone, adquirindo uma grande reputação como artista e estudioso durante uma longa estada em Roma. Lá, ele foi admitido na Academia de São Lucas e associado com alguns dos principais artistas de sua geração. Foi contratado pelo arquiduque Leopoldo Guilherme da Áustria, o governador dos Países Baixos Espanhóis, para adquirir obras artísticas na Inglaterra de Oliver Cromwell, em 1655. Assumiu residência permanente na Inglaterra a partir de 1656, onde atuou como pintor da corte antes e depois da Restauração Inglesa. Convertido ao catolicismo romano, era um dos favoritos da corte restaurada dos Stuart, cliente de ambos Carlos II e Jaime II, testemunhando muitas manobras políticas da época. Nos anos finais da monarquia Stuart voltou para Roma, como parte de uma embaixada ao papa Inocêncio XI.
Foi classificado como um dos maiores pintores britânicos nativos de sua geração, em grande parte pelo realismo característico em seus retratos. Talvez devido à natureza fortemente cosmopolita de sua experiência, foi favorecido por clientes no mais alto nível da sociedade numa época em que os artistas estrangeiros eram geralmente preferidos. Pinturas da realeza e da aristocracia feitas por Wright estão incluídas hoje entre as coleções de muitas das principais galerias.

## Primeiros anos e conexões escocesas

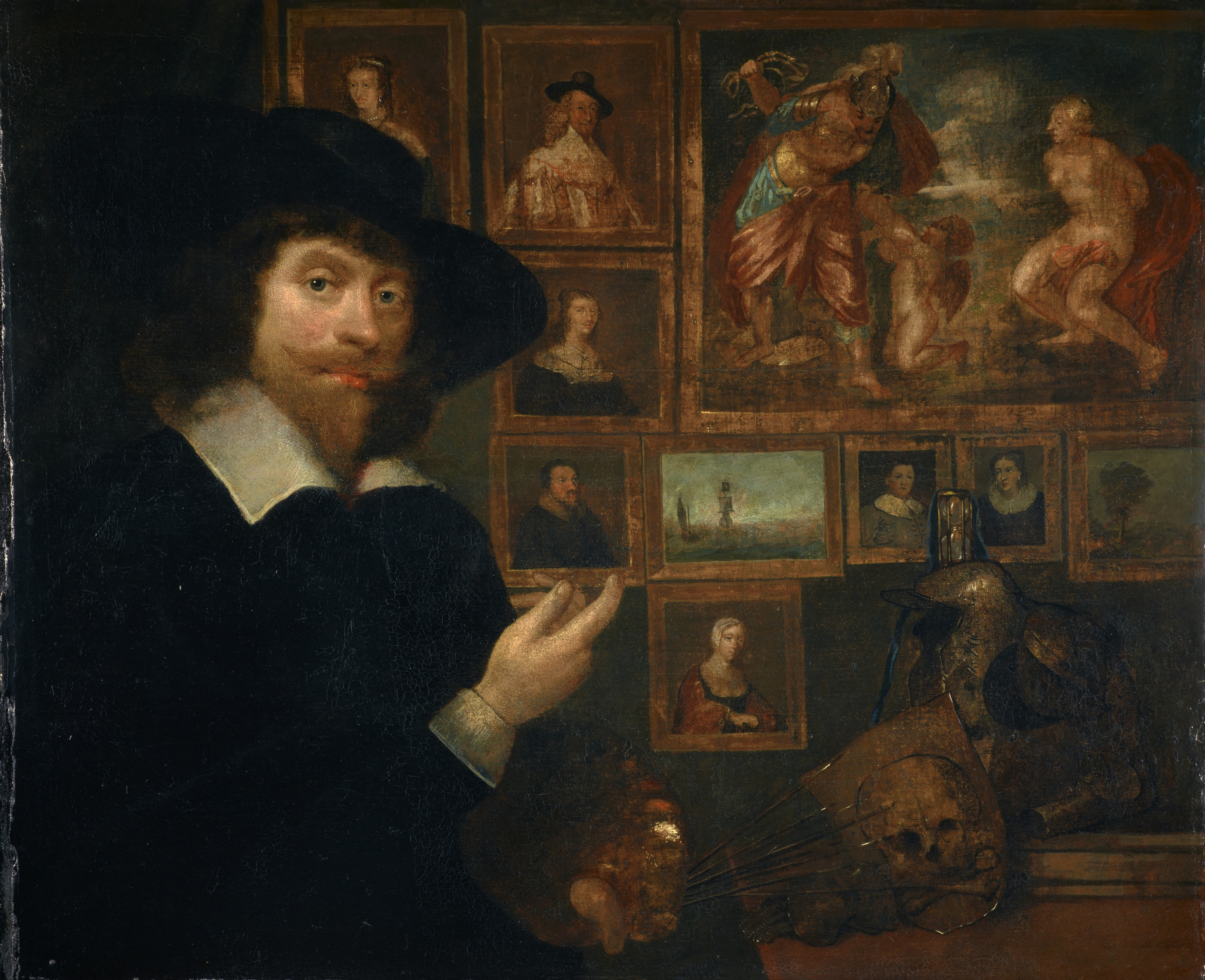
George Jamesone (1590-1644) Auto-retrato (c.1642), Galerias Nacionais da Escócia

John Michael Wright, que no auge de sua carreira iria alternadamente assinar como Anglus ou Scotus, possui uma origem incerta. O diarista John Evelyn o chamou de escocês, um epíteto repetido por Horace Walpole e provisoriamente aceito mais tarde pelo seu biógrafo, Verne. No entanto, escrevendo em 1700, o antiquário inglês Thomas Hearne afirmou que Wright nasceu em Shoe Lane, Londres, e, depois de uma conversão ao catolicismo romano em sua adolescência, foi levado para a Escócia por um padre. O nascimento na capital inglesa certamente parece ser apoiado por um registro de batismo, em 25 de maio de 1617, para um "Mighell Wryghtt", filho de James Wright, descrito como um alfaiate londrino, na Igreja de Santa Brígida, na Fleet Street em Londres.
O que se sabe é que, em 6 de abril de 1636, aos 19 anos de idade, Wright foi aprendiz de George Jamesone, um pintor de retratos de certa reputação em Edimburgo. O Registro de Aprendizes de Edimburgo o descreve como "Michaell, filho de James W(right), alfaiate e cidadão de Londres". As razões dessa mudança para a Escócia não são claras, mas pode ter a ver com ligações familiares (seus pais podem ter sido escoceses de Londres) ou o advento da peste na capital. Durante seu aprendizado, é provável que tenha vivido num prédio da High Street, perto da Netherbow Gate, que serviu como local de trabalho de Jamesone. O aprendizado teve duração de cinco anos, mas pode ter sido interrompido pela prisão de seu mestre no final de 1639. Não há registro de qualquer trabalho independente de Wright a partir deste período (sua primeira pintura conhecida foi um pequeno retrato de Robert Bruce, 1º. Conde de Ailesbury, pintado no início da década de 1640 durante o seu tempo em Roma).
Também é possível que tenha conhecido sua esposa durante a residência na Escócia. Nada se sabe dela, exceto uma declaração posterior de trinta anos, que a descreve como "relacionada com as famílias mais nobres e ilustres da Escócia". Caso isto seja correto, pode explicar como Wright mais tarde foi capaz de encontrar mecenato aristocrático. Tudo o que se sabe com certeza é que ele teve ao menos um filho com ela, Thomas.

## Roma e Países Baixos

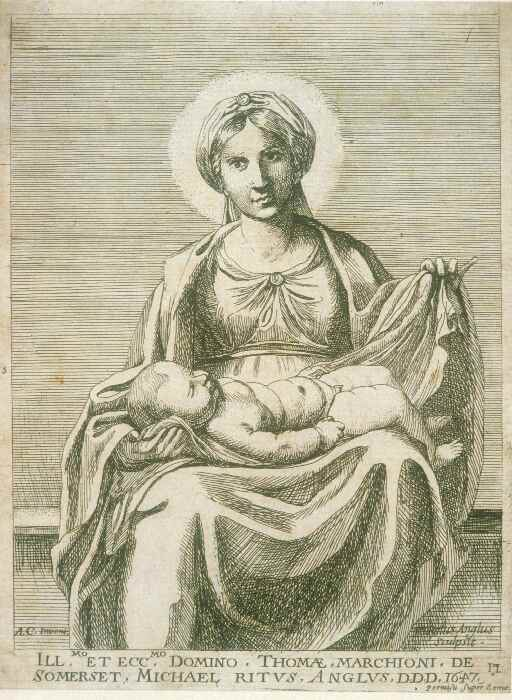
A Virgem e a Criança (1647), baseado em Annibale Carracci. O primeiro trabalho escocês conhecido de Wright, dedicado ao Marquês de Somerfield. Hunterian Collection

Há evidências que sugerem que Wright foi para a França depois de seu aprendizado, no entanto o seu destino final foi a Itália. É possível que tenha chegado a Roma já em 1642, na comitiva de James Alban Gibbes (um estudioso de ascendência inglesa), mas certamente residia lá desde 1647. Embora os detalhes de seu tempo naquele país sejam vagos, suas habilidades e reputação cresceram tanto que em 1648 tornou-se um membro da prestigiada Academia de São Lucas (onde ele é registrado como "Michele Rita, pittore inglese"). Naquela época, a Academia incluía um número de pintores italianos estabelecidos, além de estrangeiros ilustres, incluindo o francês Nicolas Poussin e o espanhol Diego Velázquez. Em 10 de fevereiro do mesmo ano, ele foi eleito para o Congregazione dei Virtuosi al Pantheon, um órgão de caridade para promover a fé católica através da arte, que organizou uma exposição anual no Panteão.
Wright foi passar mais de dez anos em Roma. Durante esse tempo, tornou-se um linguista realizado, bem como um conhecedor da arte estabelecido. Também tornou-se próspero o suficiente para criar uma coleção substancial de livros, gravuras, pinturas, joias e medalhas, incluindo obras atribuídas a Mantegna, Michelangelo, Rafael Sanzio, Ticiano e Correggio. Adquiriu cerca de quarenta pinturas – talvez tanto lidando como colecionador. Richard Symonds, um pintor amador e monarquista, catalogou a coleção de Wright no início dos anos 1650 (e curiosamente o designou como "Scotus").

### Antiquário de Leopoldo da Áustria

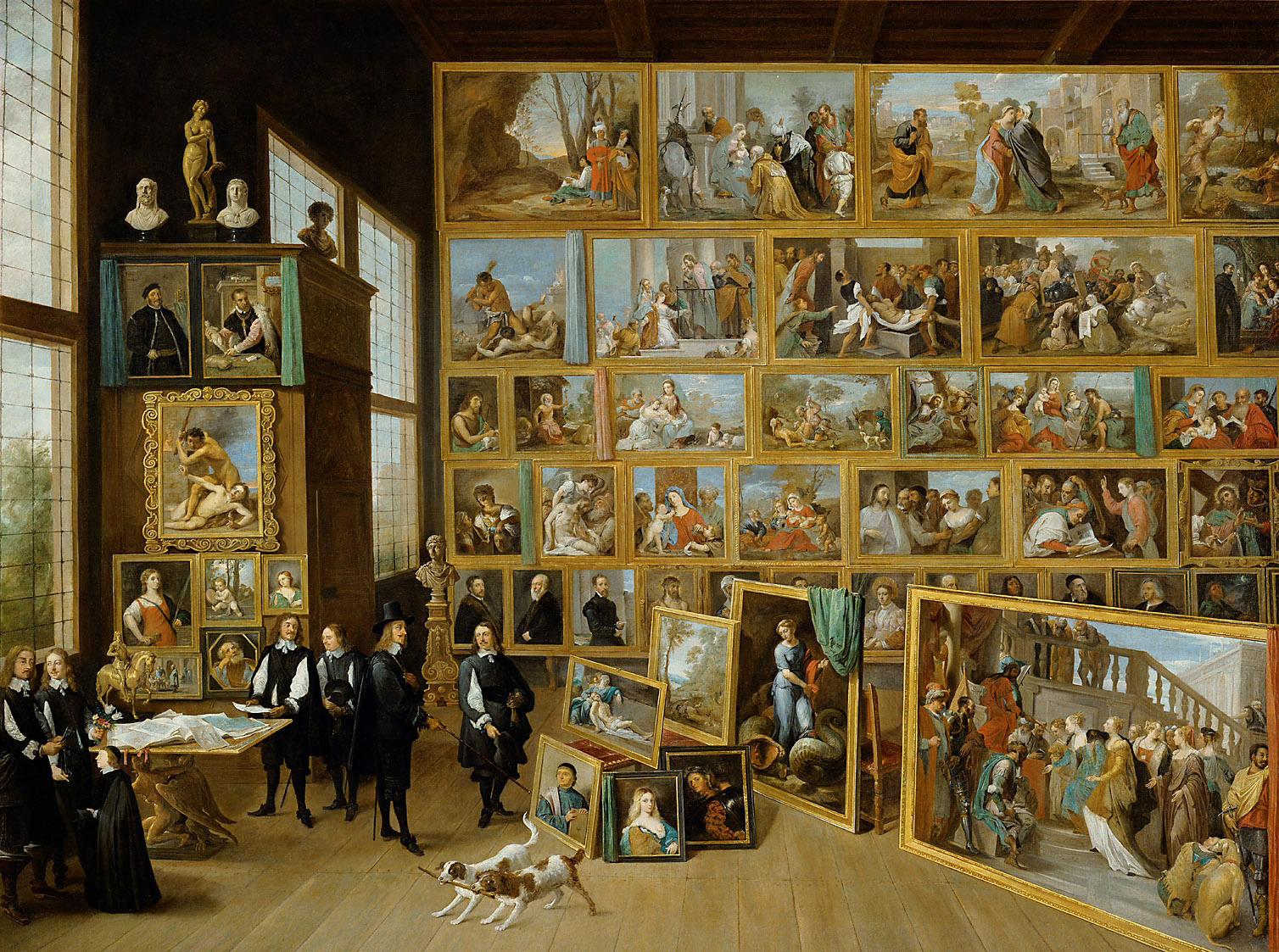
Galeria do Arquiduque Leopoldo em Bruxelas, para a qual Wright coletou (pintura de David Teniers, o Jovem c. 1.650)

Em 1654, após uma década em Roma, Wright viajou para Bruxelas, onde suas habilidades foram reconhecidas pelo arquiduque Leopoldo Guilherme da Áustria, então governador dos Países Baixos Espanhóis. Leopoldo empregou-o não como um artista, mas um conselheiro em antiguidades. Como o irmão mais novo do imperador Fernando III e primo de Filipe IV de Espanha, o arquiduque tinha os meios para acumular uma grande coleção de pinturas e antiguidades. Além disso, na primavera de 1655, o arquiduque estava desfrutando de um período de relações cordiais com Oliver Cromwell, então Lord Protector da Inglaterra. (Na verdade os dois tinham trocado presentes de cavalos, e Leopoldo havia fornecido a Cromwell a escolha de tapeçarias e outros artefatos para a remodelação do Palácio de Whitehall. Cromwell também recebeu uma embaixada dos Habsburgo parabenizando-o por seu novo cargo.) Desde a execução de Carlos I em 1649, Leopoldo havia comprado as obras de arte a partir das coleções reais e de vários aristocratas, e, neste contexto, contratou Wright para viajar a Londres e adquirir mais exemplares. Um passaporte foi emitido para ele como "Juan Miguel Rita, pintor inglês, que vai à Inglaterra em busca de medalhas, pinturas, antiguidades e outras coisas indicadas, do que nós o encarregamos...". para lhe permitir viajar para a Inglaterra. O passaporte é datado de 22 de maio de 1655, e assinado pelo arquiduque em Bruxelas, indicando que ele havia deixado a Itália para o Flandres nesta altura.
Como alguém em missão oficial, ele provavelmente teria oferecido saudações ao embaixador extraordinário de Leopoldo em Londres, o Marquês de Lede, e Alonso de Cárdenas, o embaixador regular dos Habsburgo, que também estava envolvido desde 1649 na obtenção de arte para o monarca espanhol. A falta de registros significa que o tempo e a duração desta visita permanecem incertos. No entanto, o Marquês de Lede saiu no final de junho, e de Cárdenas algumas semanas mais tarde – como as relações entre Cromwell e os Habsburgo deterioraram –, então Wright provavelmente chegou ao Flandres, com todas as aquisições que fizera, bem a tempo de saber da iminente partida do arquiduque – e de sua enorme coleção de arte – de Bruxelas no outono de 1655. Contudo, após a transferência de seu patrono para Viena, Wright novamente visitou Londres. Em 9 de abril de 1656, ele passou por Dover, e o registro de visitantes indica:

O inglês Michael Wright desembarcou em Dover o nono presente do barco Pacquet de Dunquerque, e veio para Londres no dia 12 hospedado na casa da Sra. Johnston em Weldstreet, na paróquia de Gyles, nos campos de Middlesex, e disse que, tendo exercido a Arte da Imagem de desenho na França e Itália e outros lugares na maior parte de sua vida, pretendia voltar em breve para a Itália, onde deixou sua família.

Talvez diplomaticamente, o registro encubra o emprego de Wright em Flandres (eufemisticamente chamado de "outros lugares"), visto que a Inglaterra e os Habsburgo estavam agora em guerra aberta, e ele deixou de mencionar sua filiação na Academia de São Lucas, que o teria identificado como um católico romano.

## Inglaterra

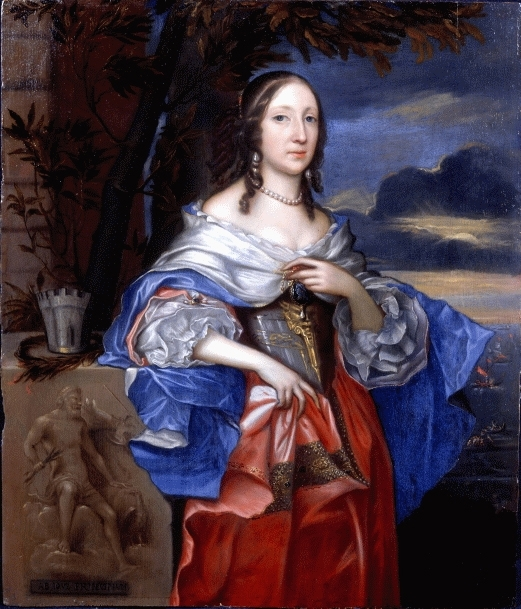
Elizabeth Claypole (1658), National Portrait Gallery

Quaisquer que fossem suas intenções, ele não retornou à Itália; ao contrário, foi acompanhado na Inglaterra por sua família logo depois. Apesar de seu catolicismo romano e o protestantismo forte do Protetorado (1653-1659), Wright parece ter conseguido encontrar trabalhos de prestígio. De fato, Waterhouse fala de seu envolvimento com os "mais deliberados e descarados bajuladores de Cromwell" numa pintura de um pequeno retrato póstumo (hoje na National Portrait Gallery) de Elizabeth Claypole, a filha do Lorde Protetor, em 1658. Este é um retrato alegórico representando Elizabeth como Minerva, inclinando-se sobre um relevo esculpido representando a deusa que brota da cabeça de Júpiter com o lema Ab Jove Principium – uma alusão ao próprio Cromwell, cujo retrato de camafeu ela segura. Aparentemente, ele também estava disposto a trabalhar do outro lado do espectro político: em 1659, pintou o coronel John Russell, que era um personagem na conspiração do "Laço Selado" para restaurar Carlos II ao trono. Esse retrato particular é considerado por pelo menos um crítico como a sua "obra-prima".

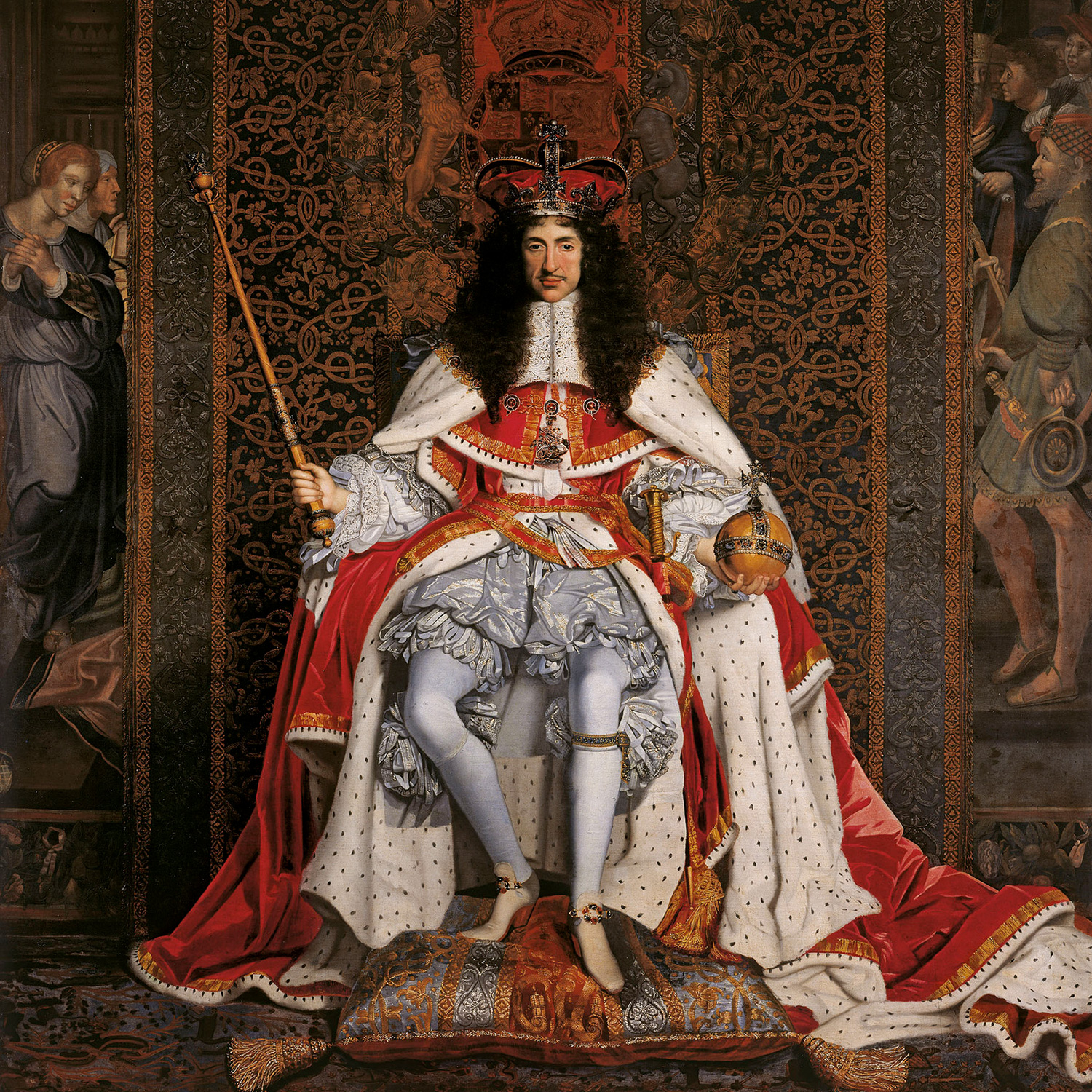
Retrato de Wright do rei Carlos II, na Royal Collection

Após a restauração de Carlos II em 1660, seu catolicismo romano passou a ter menos obstáculo, devido à preferência do rei pela tolerância religiosa. Nunca um bom empresário, Wright encontrou algumas dificuldades financeiras e o rei Carlos concedeu-lhe o privilégio de dispor de sua coleção de velhos mestres por meio de uma loteria. O próprio rei adquiriu 14 das pinturas. Até o início de 1660 tinha estabelecido um estúdio bem-sucedido em Londres, e foi descrito pelo diarista John Evelyn como "o famoso pintor Sr. Write". Mais tarde, a Grande Praga de Londres (1665) o levou para o campo, onde pintou pelo menos três membros da família católica de Arundell de Wardour. Ironicamente, no ano seguinte, o Grande Incêndio de Londres (1666) era para ser um benefício para ele, quando recebeu uma das primeiras comissões artísticas da Cidade de Londres para pintar vinte e dois retratos de corpo inteiro dos chamados 'juízes do incêndio' (aqueles designados para avaliar as disputas de propriedade decorrentes do incêndio). Estas pinturas, concluídas em 1670, estavam expostas no Guildhall de Londres, até este ser bombardeado durante a Segunda Guerra Mundial; hoje apenas dois (os de sir Matthew Hale e sir Hugh Wyndham) permanecem na Guildhall Art Gallery, o restante foi destruído ou disperso.

### Mecenato real

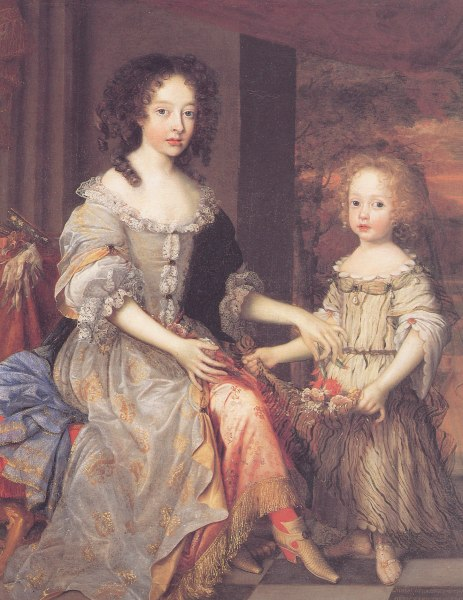
As Senhoras Catarina e Carlota Talbot (1679), Tate Collection

Carlos II, que promoveu um número de católicos romanos na corte, concedeu a Wright uma medida de mecenato real. Em 1661, logo após a coroação, ele pintou um retrato formal do monarca, sentado em frente a uma tapeçaria representando o Julgamento de Salomão, usando a Coroa de Santo Eduardo, as vestes da Jarreteira e carregando o orbe e o cetro. Ele também foi contratado para pintar um teto alegórico para o camareiro do rei no palácio de Whitehall, e foi ainda nomeado em 1673 ao cargo de "desenhista de imagens comuns", o que lhe permitia exercer o direito de assinar seus quadros como "Pictor Regis". No entanto, para sua decepção, ele não recebeu o cobiçado cargo de Pintor do Rei, que foi mantido unicamente em 1660 a sir Peter Lely. Em contraste com o realismo simpático de Wright, e cuidadosamente observados fundos da paisagem, Lely tinha um estilo mais glamouroso, favorecido pela corte, e baseado no estilo pré-Guerra Civil de Van Dyck. Isto levou o diarista Samuel Pepys a observar, depois de uma visita ao estúdio de Lely, "dali os pintores de Wright: mas, Senhor, que diferença que há entre as duas obras".
Ao contrário de Lely, que foi condecorado, Wright nunca recebeu um reconhecimento significativo do rei Carlos. Entretanto, pelo menos um admirador achava que ele merecia. Em 1669, ele e o miniaturista Samuel Cooper tinham encontrado Cosme III de Médici, Grão-Duque da Toscana. Cosme mais tarde foi até seu estúdio, onde encomendou do pintor um retrato do Duque de Albemarle. Em 3 de março de 1673, talvez algum tempo depois que Wright tinha pintado seu retrato de Carlos II (hoje na Royal Collection), uma estranha carta foi enviada de um obscuro "Mairie Lady Hermistan" (evidentemente um companheiro católico romano) para Cosme, pedindo-lhe que intercedesse junto ao rei a lhe conceder um baronato. No entanto, nada saiu do pedido.
À medida que a antipatia em relação aos católicos se intensificou em Londres a partir do final da década de 1670, Wright passou mais tempo trabalhando longe das cortes. Pintou seis retratos de família para sir Walter Bagot de Blithfield, Staffordshire, em 1676/7. Em 1678, foi transferido para Dublim por vários anos, talvez devido à histeria anticatólica gerada pelo complô papista de Titus Oates. Ainda intitulando-se "Pictor Regis", chegou a pintar As Senhoras Catarina e Carlota Talbot, que atualmente encontra-se na Galeria Nacional da Irlanda. Também pintou dois retratos completos de chefes fantasiados, "Sir Neil O'Neill", hoje na Tate Collection, e Lord Mungo Murray, atualmente na Galeria Nacional Escocesa de Retratos. Sir Neil O'Neill era um companheiro católico também exilado em Dublim. Wright o retratou com traje de chefe irlandês, com uma rara armadura japonesa a seus pés. O significado dessa armadura é que ela é considerada um símbolo codificado de um triunfo sobre os perseguidores do catolicismo romano, dos quais, naquela época, os japoneses eram notórios. O retrato de Mungo Murray (o 5º filho do marquês de Atholl) é notável por ser considerado um dos primeiros exemplares do tartã escocês a ser retratado na arte.

### Embaixada romana
Em 1685, quando o abertamente católico Jaime II subiu ao trono, Wright pôde retornar ao serviço real. No entanto, de maneira significativa, o rei não o empregou como artista, mas deu a ele o "dispendioso e fútil cargo" de administrador em uma embaixada diplomática. Foi nomeado mordomo de Roger Palmer, 1.º Conde de Castlemaine, marido de Barbara Villiers, amante do falecido rei. Seu conhecimento de Roma e da língua italiana pode ter desempenhado um papel nisso, pois Castlemaine foi enviado, em 1686, em uma embaixada a Inocêncio XI para demonstrar que a Inglaterra poderia se tornar uma parceira do lado católico em conflitos europeus iminentes. Seu papel na embaixada era supervisionar a produção de elaboradas carruagens, fantasias e decorações para a procissão, que garantiu uma audiência papal em janeiro de 1687. Também organizou um banquete estupendo para mil convidados no Palazzo Doria Pamphilj, completo com esculturas de açúcar e um grande retrato do rei inglês. Enquanto em Roma, publicou um relato italiano ilustrado da embaixada, dedicado à Duquesa de Módena e, em seu retorno, uma versão em inglês foi publicada em outubro de 1687 dedicada a sua filha, a rainha consorte Maria.

### Últimos anos

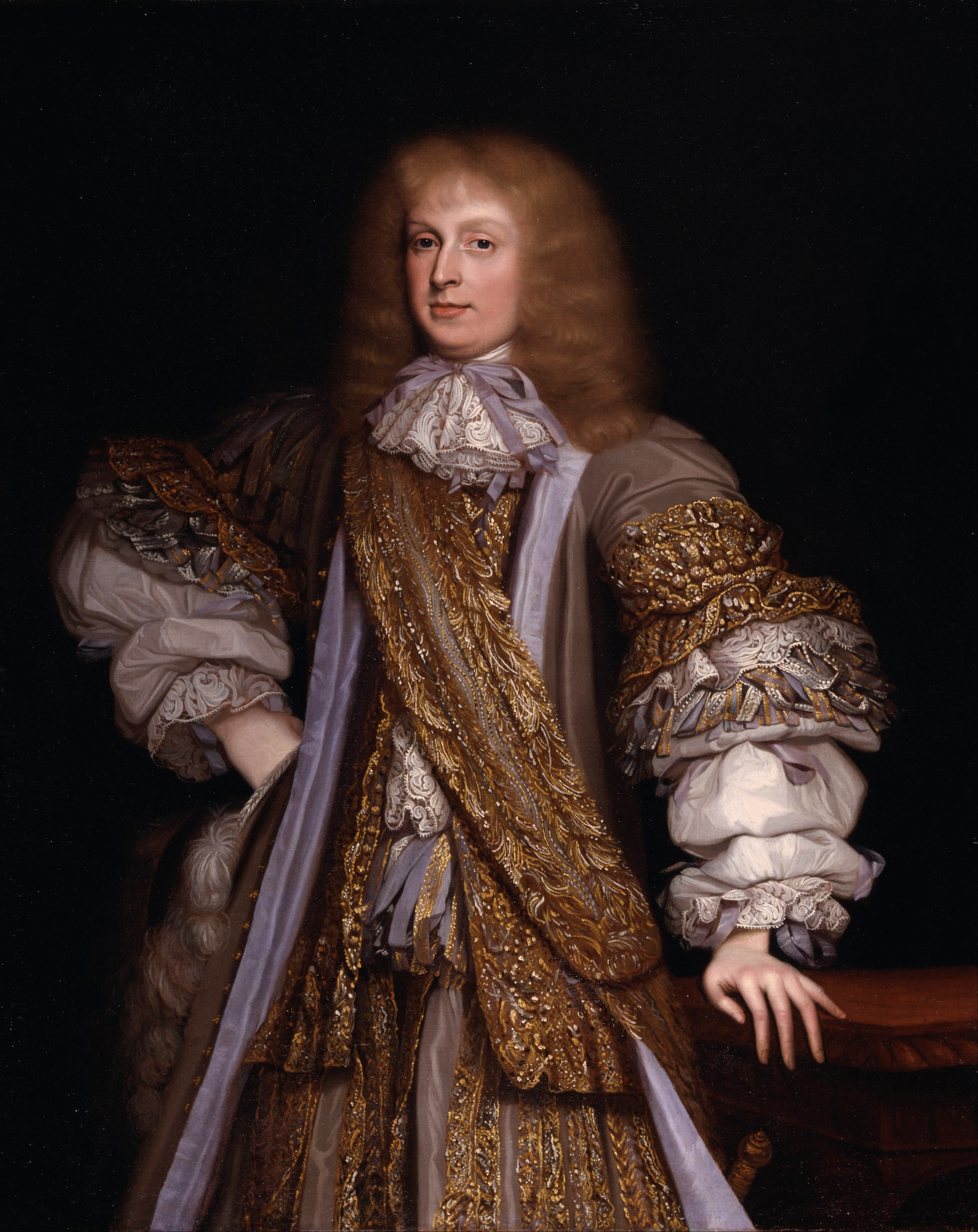
Sir John Corbet de Adderley (c.1676), Yale Center for British Art

Sua carreira chegou ao fim em 1688 com a expulsão do rei Jaime II durante a Revolução Gloriosa. Ele parece ter aceitado o inevitável fim de seu favor real com a ascensão ao trono do protestante Guilherme de Orange. Viveu em relativa pobreza por mais seis anos até 1694. Em março daquele ano, fez um testamento deixando sua casa na paróquia de São Paulo para sua sobrinha Katherine Vaux. Sua coleção de desenhos, gravuras e livros foi deixada para seu sobrinho, o pintor Michael Wright; no entanto, um codicilo com sua vontade declarava que os livros seriam vendidos em nome de seu filho Thomas, que então estava no exterior. Os livros foram leiloados em 4 de junho e em 1 de agosto de 1694, John Michael Wright foi enterrado em St Martin-in-the-Fields.

## Legado artístico
Grande parte da apreciação acadêmica do trabalho de Wright é relativamente recente. Em 1982, uma exposição de seu trabalho, "John Michael Wright – O Pintor do Rei", na Galeria Nacional Escocesa de Retratos, levou a um interesse renovado em suas contribuições, e o catálogo (editado por Sara Stevenson e Duncan Thomson) reescreveu e descobriu muitos dos detalhes biográficos conhecidos. Novos trabalhos continuam a ser descobertos e os anteriormente conhecidos são atribuídos a ele. Wright agora é visto como um dos mais bem-sucedidos artistas nativos da Grã-Bretanha do século XVII, e é avaliado ao lado de contemporâneos como Robert Walker e William Dobson. Um catálogo moderno de exposições o descreveu como "o melhor pintor nascido no Reino Unido no século XVII". Certamente, ele foi um dos poucos que pintou a elite da aristocracia de sua época, e foi responsável por alguns dos mais magníficos retratos da realeza que sobreviveram. Essa conquista é particularmente significativa numa época em que até os mecenas britânicos tendiam a favorecer artistas estrangeiros como Holbein e Van Dyck, e continuariam a favorecer imigrantes como Lely e Kneller. De fato, parte da razão para seu sucesso é reconhecida pelo seu treinamento incomumente cosmopolita: nenhum artista britânico anterior teve tanta exposição à influência europeia. Durante sua estada na Itália, e sua participação na Academia de São Lucas, não só reuniu obras atribuídas a gigantes do continente como Michelangelo, Rafael e Ticiano, mas também foi influenciado e até copiado por muito de seu tom e estilo.
|  |  |

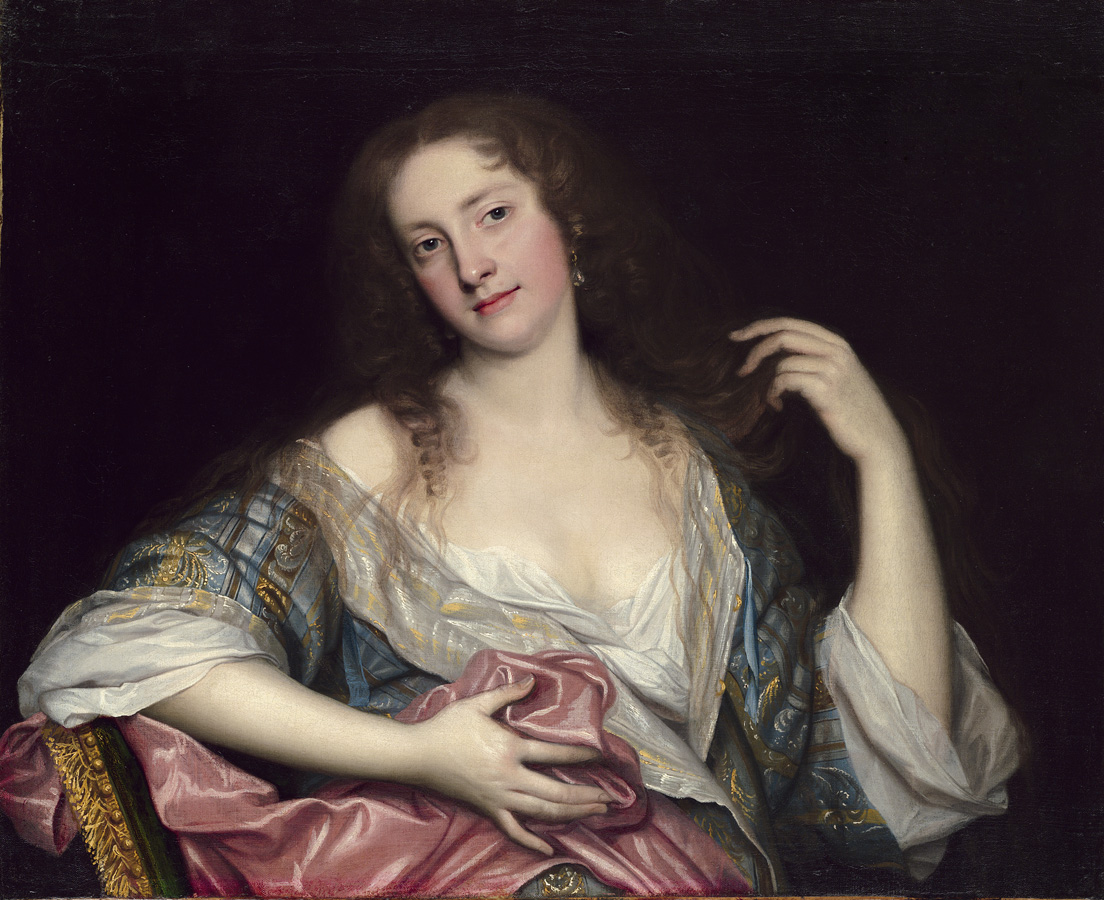
Retrato de uma senhora, presumida como Ann Davis, senhora Lee (data desconhecida), coleção privada

Em seu campo e época, foi certamente ofuscado por seu rival, o mais prolífico Lely, a quem é frequentemente comparado. Millar, um crítico, observa que quaisquer comparações realizadas "exporiam impiedosamente as fraquezas e maneirismos de Wright", mas que, positivamente, "eles também demonstrariam sua notável independência, sua integridade e seu charme infalíveis, cujas origens devem estar em parte em suas origens incomuns, carreira fragmentada e personalidade atraente.". Também sugere que uma comparação particularmente útil possa ser feita entre os respectivos retratos de ambos da duquesa de Clevland, Barbara Villiers (acima). Enquanto Lely a retratou como uma prostituta completa e palpavelmente desejável, o mais sério e preocupado Wright, que não estava realmente em simpatia com a moralidade da nova corte e suas cortesãs, apresenta uma figura similar a um fantoche.
No entanto, mesmo que Lely fosse considerado o mais magistral e elegante dos dois na Grã-Bretanha do século XVII, Wright é geralmente aceito por retratar as imagens mais vívidas e realistas de seus súditos, fato que reforça a observação de Pepys de que o trabalho de Lely era "bom, mas não igual". O realismo de Wright também não deve ser confundido com um puritanismo; como pode ser visto, por exemplo, em seu retrato de uma senhora, presumida como Ann Davis (direita). A pintura, com a roupa da babá deixada por fazer e sua modéstia mal preservada por uma cortina vermelha, foi descrita exibindo uma realidade nova, até arriscada – erótica para padrões contemporâneos. Enquanto seus contemporâneos poderiam ter usado o "disfarce" de apresentar a babá sob a aparência de uma deusa clássica para se proteger contra a acusação de indecência, o retrato de Wright depende bastante de seu realismo, notavelmente em seus tons de pele e profundidade.